# 彼得罗沃市镇
彼得罗沃市镇（俄语：Петровское муниципальное образование）是俄罗斯联邦伊尔库茨克州日加洛沃区所属的一个市镇。其下辖有个居民点，行政中心为彼得罗沃。据2016年统计，该市镇的人口为331人。